# Cabaret Mineiro
Cabaret Mineiro é um filme brasileiro de 1980, do gênero drama musical, dirigido e roteirizado por Carlos Alberto Prates Correia, com base em várias obras num poema homônimo de Carlos Drummond de Andrade e num conto de Guimarães Rosa.  fotografia de Murilo Salles e trilha sonora de Tavinho Moura. Em novembro de 2015 o filme entrou na lista feita pela Associação Brasileira de Críticos de Cinema (Abraccine) dos 100 melhores filmes brasileiros de todos os tempos.

## Sinopse
Durante uma viagem de trem pelo norte de Minas, o aventureiro Paixão conhece Salinas, por quem se apaixona à primeira vista. Os dois se amam na cabine leito e, de manhã, ao acordar, ele percebe que ela não está mais lá. Paixão irá viver as mais diversas aventuras amorosas, enquanto sonha com a amada que desapareceu de sua vida.

## Elenco
- Nelson Dantas
- Tamara Taxman ...Passageira do Trem
- Tânia Alves ...Cantora de Cabaret
- Helber Rangel
- Louise Cardoso ...Jovem na piscina
- Maria Sílvia
- Eliene Narducci
- Luiza Clotilde
- Dora Pellegrino
- Carlos Wilson
- Zaira Zambelli
- Thelma Reston ...Sinhá
- Nildo Parente ...Zé
- Paschoal Villaboin
- Antônio Rodrigues

## Principais prêmios e indicações
Festival de Gramado 1981
- Venceu na categoria de Melhor Filme, Melhor Fotografia (Murilo Salles), Melhor Ator (Nelson Dantas), Melhor Montagem, Melhor Direção, Melhor Trilha Sonora e Melhor Atriz Coadjuvante (Tânia Alves).

Festival de Brasília 1980
- Venceu na categoria de Melhor Fotografia[carece de fontes?]